# Jiří Homolka
Jiří Homolka (8. února 1966 – 26. srpna 2024) byl český pedagog, člen Sportovní komise Rady města Vsetína a v letech 2022–2024 předseda Klubu českých turistů (KČT).
Profesí byl Jiří Homolka středoškolský učitel matematiky a fyziky ve vsetínské Střední průmyslové škole strojnické. Známým se však stal svou dlouholetou činností jako vedoucí turistických oddílů mládeže (TOM) a turistický funkcionář. Jako vedoucí oddílů TOM organizoval letní táborové školy. Byl vedoucím turistického oddílu mládeže ve Vsetíně, od roku 2012 byl předsedou KČT Vsetín a později i předsedou KČT Zlínského kraje. V letech 2014–2018 byl místopředsedou KČT, v letech 2022–2024 pak předsedou. Byl také členem pléna Českého olympijského výboru.
V roce 2022 byl ministrem školství vyznamenán Medailí Ministerstva školství, mládeže a tělovýchovy 1. stupně za třicetiletou činnost pro mládež v turistice.
Zemřel náhle a nečekaně ve věku 58 let.